# Sölvesborgs Kommunföretag
Sölvesborgs Kommunföretag AB är ett svenskt förvaltningsbolag som agerar moderbolag för de verksamheter som Sölvesborgs kommun har valt att driva i aktiebolagsform. Bolaget ägs helt av kommunen.

## Bolag
Källa: 
- Sölvesborgs Energi och Vatten Aktiebolag
- Sölvesborgshem Aktiebolag